# خشم مقدس (آلبوم)
خشم مقدس (به انگلیسی: St. Anger) هشتمین آلبوم استودیویی گروه موسیقی هوی متالِ آمریکایی متالیکا است که در ۵ ژوئن ۲۰۰۳ به‌وسیلهٔ الکترا رکوردز عرضه شد.
این آلبوم با فاصله‌ای تقریباً شش ساله از آلبوم قبل گروه، ری‌لود، انتشار یافت و آخرین آلبومی است که به وسیلهٔ اکترا رکوردز منتشر می‌شود. این آلبوم آخرین همکاری باب راک به عنوان تهیه‌کننده با گروه است، کسی که در پنجمین آلبوم گروه، متالیکا، با گروه اولین همکاری‌اش را انجام داده بود. خشم مقدس اولین آلبومِ متالیکا بعد از عروسک‌گردان است که در آن بیسیستِ گروه، جیسون نیوستد، حضور ندارد. جیسون گروه را پیش از آغاز فصل‌های ضبط ترک کرد و از باب به‌طور موقت به جای او استفاده شد تا یک عضو دائمی پیدا شود. بعد از آلبوم گروه در ۱۹۸۸، ... و عدالت برای همه، خشم مقدس اولین آلبومِ گروه است که ترانه‌ای همنامِ آلبوم دارد.
انتشارِ خشم مقدس قرار بود در ۱۰ ژوئن انجام شود، اما به‌دلیل نگرانی در مورد توزیع بدون مجوز از طریق شبکه‌های اشتراک‌گذاری فایل، پنج روز زودتر منتشر شد. این آلبوم علی‌رغم نظرات متفاوت از سوی منتقدان، در ۱۴ کشور از جمله بیلبورد ۲۰۰ ایالات متحده در صدر جدول فروش قرار گرفت. متالیکا برای تبلیغ آلبوم دو سال را صرف برگزاری تور کرد. در سال ۲۰۰۴، تک‌آهنگ آغازین، «خشم مقدس» برنده جایزه گرمی برای بهترین اجرای متال شد. خشم مقدس توسط انجمن صنعت ضبط آمریکا (RIAA) برای ارسال دو میلیون نسخه در این کشور، گواهی پلاتین دوگانه دریافت کرد. این آلبوم نزدیک به شش میلیون نسخه در سراسر جهان فروش داشته است.

## فهرست آهنگ‌ها
- تمام آهنگ‌ها توسط جیمز هتفیلد، لارس اولریش، کرک همت و باب راک سروده و اجرا شده است.

| شماره | نام                 | مدت  |
| ----- | ------------------- | ---- |
| ۱     | «آشفته»             | ۵:۵۰ |
| ۲     | «خشم مقدس»          | ۷:۲۱ |
| ۳     | «یک جور هیولا»      | ۸:۲۶ |
| ۴     | «پنجره کثیف»        | ۵:۲۵ |
| ۵     | «بچه نامرئی»        | ۸:۳۰ |
| ۶     | «دنیای من»          | ۵:۴۶ |
| ۷     | «شلیک دوباره به من» | ۷:۱۰ |
| ۸     | «کهربای شیرین»      | ۵:۲۷ |
| ۹     | «احساس بدون نام»    | ۷:۱۰ |
| ۱۰    | «پاک کردن»          | ۵:۱۴ |
| ۱۱    | «همه در دستان من»   | ۸:۴۸ |